# Tawassul
Tawassul (arabiska: تَوَسُّل) betyder terminologiskt att använda ett medel för att komma närmare Gud i islam. Dess betydelse är nära ordet förbön och shafa'a (arabiska: شفاعة). Alla jurister som omfattas av Imamiterna, Shafi, Maliki, Hanafi och Hanbali är eniga om tillåtelsen av tawassul vare sig det är under den islamiske profeten Muhammeds liv eller efter hans bortgång, eller så är det endast ett fåtal lärda som motsätter sig det. Denna handling innebär inte på något vis att man anser att Gud har kompanjoner jämlika Honom eller att man ber till dessa personer i form av gudar (se shirk).
Tawassul har varit vanligt bland olika muslimska grupper genom tiderna, men det har haft en större betydelse för shiiter och sufister. Sedan 1300-talet har salafisters kritik mot tawassul skapat konflikter mellan dem, shiiter och moderata sunniter.

## Etymologi
Tawassul är ett arabiskt ord som kommer från roten wa-sa-la, och innebär att använda ett medel (arabiska: وسيلة, translit. wasilah). Wasilah är ett medel med vilket en person eller mål närmas eller uppnås. Ordet wasilah har nämnts två gånger i Koranen (5:35, 17:57). Ordet tawassul har nämnts i hadither, bland annat i Sahih al-Bukhari.

## I hadither

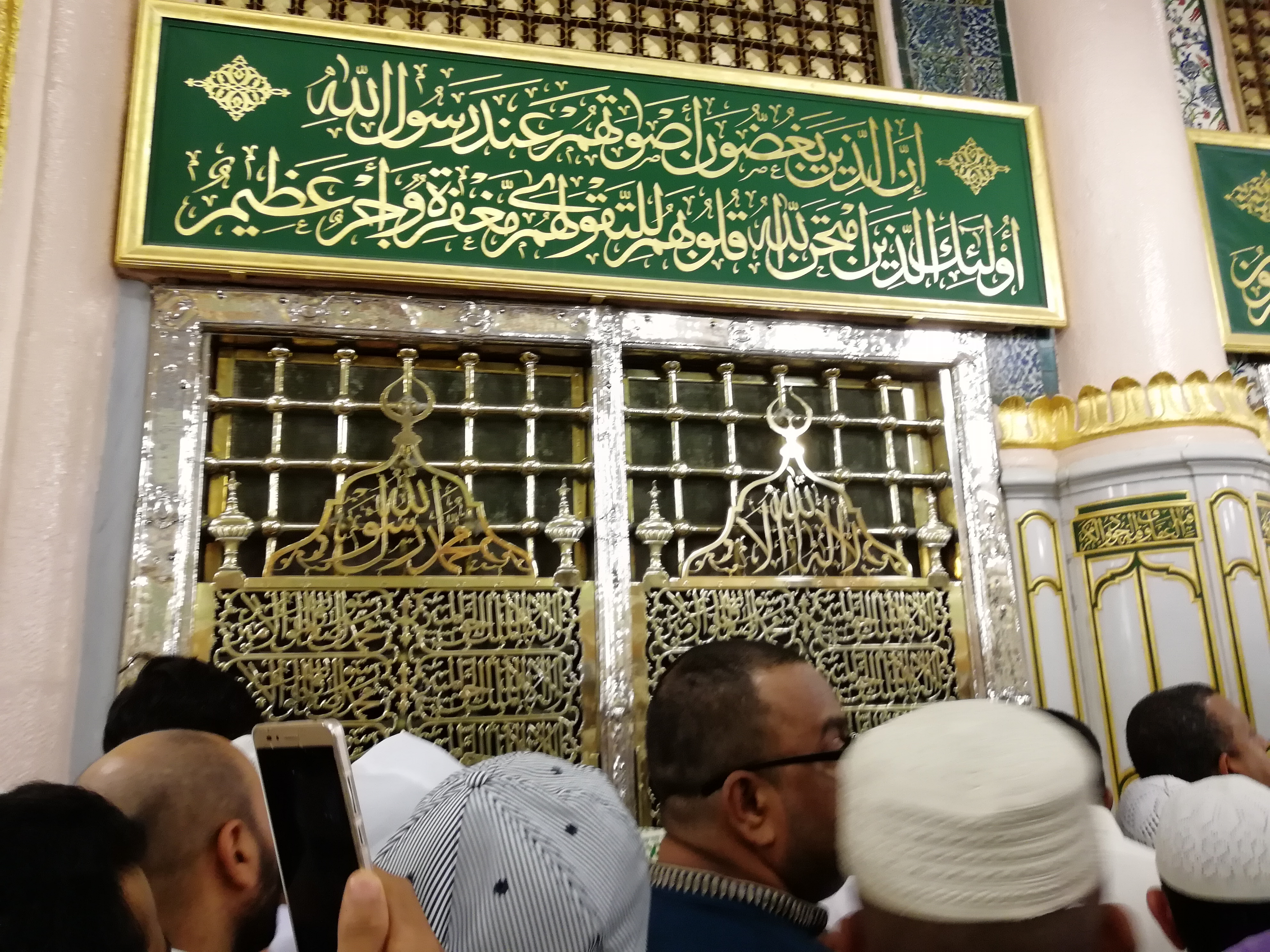
Muhammeds grav till vänster i bilden i Masjid al-Nabawi.

Det har återberättats att en beduin från öknen besökte profeten Muhammeds grav och hälsade på profeten, och adresserade honom direkt som om han vore levande: "Frid vare med dig, å Guds sändebud!". Sedan sa han: "Jag hörde Guds ord: "om de kommer till dig efter att ha gjort sig själva orätt [med sin synd]..." Jag kom till dig för att söka förlåtelse för mina misstag, längtandes efter din medling inför vår Herre!" Beduinen reciterade sedan en dikt i prisning av profeten och gick sedan. Personen som vittnade händelsen säger att han somnade, och att han såg profeten i en dröm sägandes till honom: "Å 'Utbi, återförenas med vår broder, beduinen, och meddela honom de goda nyheterna om att Gud har förlåtit honom!"
I Ibn Hajar al-Asqalanis bok Fath al-Bari berättas det att invånarna drabbades av torka under Umars tid. Därmed gick en man till profetens grav och sa: "Å Guds sändebud! Be om regn till ditt samfund, för de har nästan gått under." Sedan drömde mannen att någon sa till honom: "Gå till Umar! Hälsa honom med fredshälsningen och berätta för honom att ni ska få regn. Beordra honom också att använda sitt förnuft”. Mannen gick då omedelbart till Umar och meddelade honom om vad som ägt rum. När Umar hörde detta började han gråta. När han gråtit färdigt sa han: "Herre! Jag har inte försummat annat än det som jag har varit oförmögen att göra."
I Fath al-Bari säger Ibn Hajar att Sayf i sin bok al-Futuh berättar att mannen som kom till graven var en kompanjon vid namn Bilal ibn al-Harith al-Mazani. Både Ibn Kathir och Ibn Hajar säger att denna berättelse är autentisk (sahih).

## Kritik

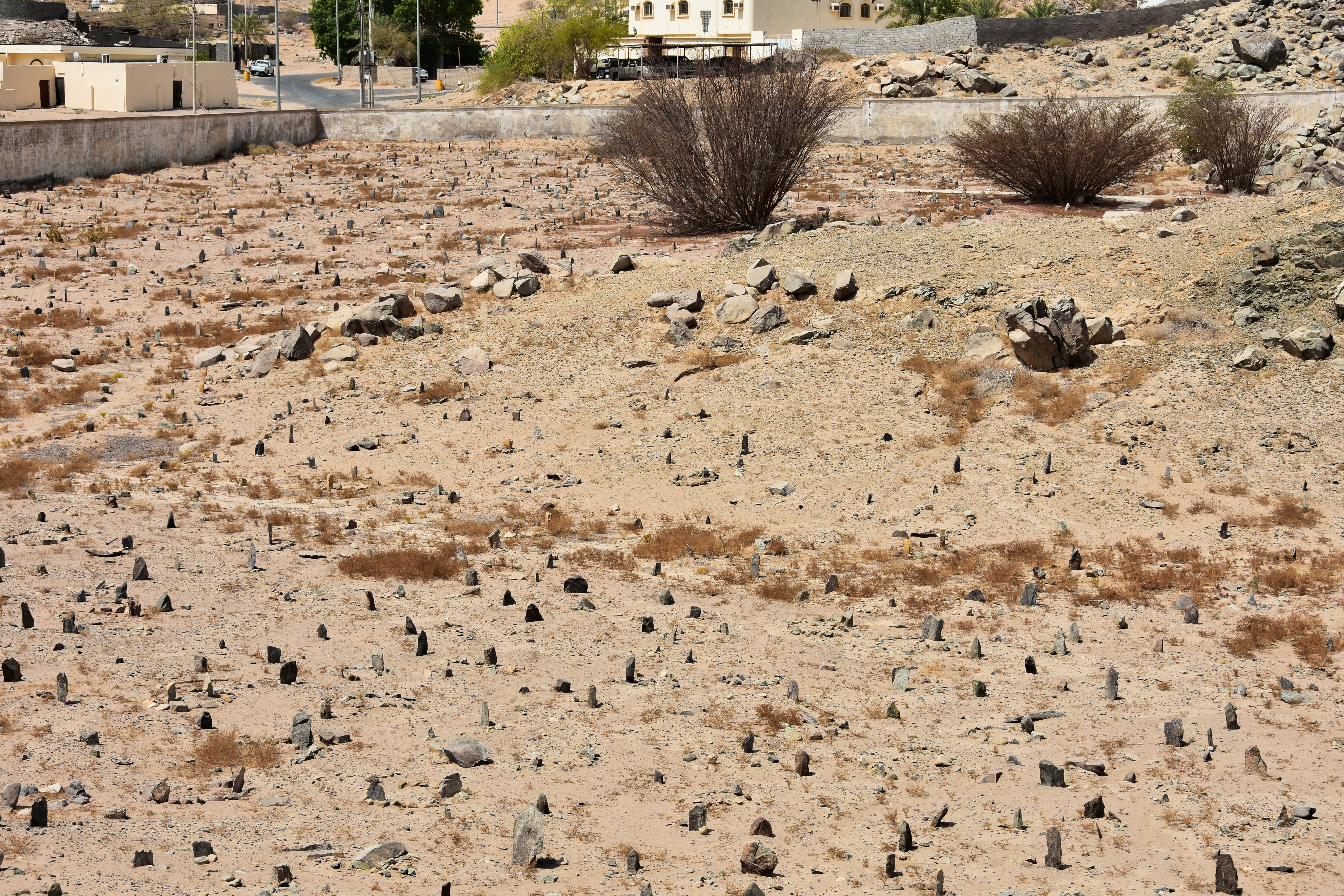
Översikt över slagfältet och begravningsplatsen i Badr.

Muhammad ibn 'Abd al-Wahhab, wahhabismens grundare, skriver att det inte är något problem med tawassul till en person som lever, men att det är en absurd, ful och föraktad handling att göra tawassul till döda, vilket är att adressera det icke-existerande. Men i Koranen står det att man inte ska anse de som dödats i Guds väg som döda, och att de lever hos sin Herre och att de försörjs (3:169). Det har även återberättats en hadith i Sahih Bukhari att profeten kollade på brunnens folk (de som dödats i Slaget vid Badr och som låg i en brunn) och frågade dem om de funnit sant det som deras Herre lovat dem. Det sades till honom att han kallar på döda. Han svarade genom att säga att de inte hörde bättre än de döda, men att de inte kan svara.